# Jean-Baptiste Brabant

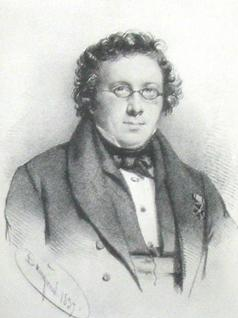
Portret van Jean-Baptiste Brabant door Charles Baugniet

Jean-Baptiste Brabant (Namen, 28 augustus 1802 - 4 april 1872) was een Belgisch politicus en lid van het Belgisch Nationaal Congres.

## Levensloop
Brabant was zoon van een brouwer. Hij volgde de humaniora aan het Sint-Jozefscollege in Aalst en studeerde filosofie bij de jezuïeten in Saint-Acheul (Amiens). Hij behaalde zijn diploma van doctor in de rechten aan de Universiteit van Luik. 
Hij werd vervolgens advocaat in Namen. Stilaan werd hij politiek actief en publiceerde hij kritische artikels over de regering in Le Courrier de la Sambre, waar ook Charles Zoude en Xavier Lelièvre in publiceerden.
In 1830 was hij een van de Naamse afgevaardigden die onder de leiding van Goswin de Stassart naar Den Haag trokken om er de bezwaren, ingediend door de Namenaars, te gaan bespreken. Bij hun terugkeer was de Belgische Revolutie aan de gang. Brabant, amper 28, werd door het Voorlopig Bewind tot burgemeester van Namen benoemd. Door de kiezers werd hij tot plaatsvervangend lid van het Nationaal Congres verkozen. Hij zetelde pas vanaf 18 mei 1831, nadat Charles Zoude ontslag had genomen. Hij zette zich op de korte tijd die overbleef actief in. Hij stemde voor de kandidatuur van Leopold I van Saksen-Coburg, maar tegen de aanvaarding van het Verdrag der XVIII artikelen.
Brabant bleef burgemeester van Namen tot in 1838 en nam ontslag na een conflict met de minister van Oorlog. Hij werd toen opgevolgd door Charles Zoude. Hij was ook nog gemeenteraadslid van 1842 tot 1853.  
In 1831 werd hij verkozen tot katholiek volksvertegenwoordiger voor het arrondissement Namen, een mandaat dat hij tot in 1848 bekleedde. In de Kamer was hij onder meer verantwoordelijk voor het bijhouden en vertalen van de handelingen van parlementen in andere landen, waarbij hij zich vooral interesseerde voor de Engelse parlementaire democratie. Hij was een sterke verdediger van de gemeentelijke en provinciale autonomie, die hij de basis achtte voor een goedwerkende democratie. Hij diende ook, samen met François Louis Joseph Du Bus, het wetsvoorstel in om aan de Katholieke Universiteit in Leuven de juridische persoonlijkheid te erkennen.
Brabant was de schoonbroer van Adolphe Borgnet, hoogleraar geschiedenis in Luik en van Jules Borgnet, stichter van de Société archéologique in Namen.